# 夜空メル
夜空 メル（よぞら メル、10月31日 - ）は、日本の元バーチャルYouTuber。ホロライブプロダクションに所属し活動していた。同事務所の女性バーチャルYouTuberグループ・ホロライブの1期生のメンバーであった。ファンネームは「かぷ民」。

## 来歴
- 2018年5月13日、スカウトを受けてスマートフォンアプリ『ホロライブ』専属で活動する、Live2Dモデルを使うバーチャルライバーとしてデビューし、同日中にYouTubeにて初配信を実施した[3][4]。当時はのちにホロライブの1期生のメンバーとなるバーチャルYouTuberの演者を選出するオーディションの選考期間中だったため[5]、1期生の中では最初にデビューを果たしたメンバーとなった[2]。また、当初は3Dモデルを使ってデビューする予定だった[6]。
- 2019年4月2日には3Dモデルを[7]、同年8月23日にはホロライブの公式企画「ホロライブサマー2019」にて水着衣装を[8]、2020年1月1日には正月衣装を公開した[9]。
- 2020年1月29日、YouTubeチャンネルの登録者数が10万人を突破した[10]。
- 2020年5月16日には、2019年10月ごろにTwitterにて誹謗中傷やセクシャルハラスメントを受けていたこと、友人の紹介で弁護士を雇い加害者側と示談したことを公表した[11]。
- 2021年8月1日にはLive2Dモデルがver2.0にアップデート[12]、2022年7月7日にはver3.0にアップデートされ、トラッキング機能が向上してより多くの表情を表現できるようになった[13]。
- 2022年5月13日、活動4周年を記念した配信にて、5月から9月にかけてオリジナル楽曲を毎月配信することを発表した[14]。ただし、8月に配信予定だった楽曲は配信日が9月に延期となった[15]。
- 2024年1月16日、所属事務所のホロライブプロダクションを運営するカバー株式会社は「夜空メル」とのタレント契約を解除したと発表した。「弊社から取得した機密情報や、やり取りを許可なく第三者に漏洩するといった契約違反行為が認められたため」としている。同年2月29日をもって夜空メルのYouTubeチャンネルおよびメンバーシップは閉鎖された[16][17]。なお、契約解除直後の1月22日にチャンネル登録者数90万人を突破している。

## 人物
- 甘い声やおっとりとした口調が特徴で、それらを活かした歌ってみた配信やASMR配信を中心に活動している[2][8]。
- ホロライブの2期生のメンバー・癒月ちょこと仲がよく、彼女と共にユニット「メルティキッス」として活動することがある[18]。なお、ユニット名に関しては「メルキス」という別名義が存在しており、同ユニットが歌唱を務めた楽曲『Choco♡Melty』はこちらの名義で配信されている[19][20]。

## キャラクター設定
金髪のヴァンパイア（バンパイア）の少女で、露出度が高い服装をしているが、そのデザインはLive2Dモデルと3Dモデルで異なっている。キャラクターデザインはあやみ、Live2Dモデルの制作はrariemonn、Live2Dモデルのver2.0の制作はJujube、3Dモデルの制作はトミタケがそれぞれ担当した。

## 主な出演

### ライブ・イベント
※はオンラインイベント
2019年
- 会える！話せる！VTuberおしゃべりフェス 2019 夏＠東京（8月24日・8月28日、24日：東京都立産業貿易センター・28日：Zepp Namba）
- ホロライブオンステージ - でいどり〜む-（10月6日、Veats Shibuya）

2021年
- ホロライブ×ジョイポリス HAPPY PARTY（1月23日、ジョイポリス）
- 「VTuber Fes Japan 2021」DAY2（1月31日、川口総合文化センター）
- hololive IDOL PROJECT 1st Live.『Bloom,』（2月17日、ニコニコ生放送・SPWN※）
- hololive 1st Generation 3rd Anniversary LIVE「from 1st」（5月28日、SPWN※）
- VARK Presents. hololive Virtual LIVE series in VARK『Cinderella switch-new act- 〜ふたりでつくるホロライブ〜』vol.5（11月27日、ニコニコ生放送・VARKS※）

#### ホロライブ全体ライブ
- 「hololive 1st fes. ノンストップ・ストーリー」（2020年1月24日、豊洲PIT）[31]
- 「hololive 2nd fes. Beyond the Stage Supported By Bushiroad」STAGE1（2020年12月21日、ニコニコ生放送・SPWN※）[32]
- 「hololive 3rd fes. Link Your Wish Supported By ヴァイスシュヴァルツ」DAY2（2022年3月20日、幕張メッセ）[18]
- 「hololive 4th fes. Our Bright Parade Supported By Bushiroad」DAY1（2023年3月18日、幕張メッセ）[33]

### Webアニメ
- hololive ERROR（2022年、如月星夜[34]）

### ゲーム
- hololive ERROR（2022年、如月星夜）

### 雑誌
- 『S Cawaii!』2022年11月号 特別版、主婦の友社、2022年9月16日。ASIN B0B92NWWH5。 - 表紙、特集[35]

## タイアップ
- 赤十字血液センター（2019年8月9日 - 9月30日）[36]
- ドン・キホーテ（2021年10月23日 - 11月21日）- 『ドンキガール』に就任[37][38]。対象店舗でコラボグッズの販売などが行われた[37][38]。

## ディスコグラフィ

### 夜空メル
| 発売日         | タイトル           | 品番     | 出典   |
| -------------- | ------------------ | -------- | ------ |
| 2021年10月24日 | かぷっとNight☆Sky  | CVRD-086 | [ 4 ]  |
| 2022年5月14日  | キャラメル・デビル | CVRD-155 | [ 39 ] |
| 2022年6月24日  | 流れ星☆キラキラ    | CVRD-171 | [ 40 ] |
| 2022年7月19日  | 赤くならないで     | CVRD-182 | [ 41 ] |
| 2022年9月9日   | 夜空のとなりで     | CVRD-210 | [ 42 ] |
| 2022年9月30日  | かぷうぃん中毒     | CVRD-218 | [ 43 ] |
| 2023年11月1日  | ReSound            | CVRD-346 | [ 44 ] |

| 発売日        | タイトル            | 品番     | 出典   |
| ------------- | ------------------- | -------- | ------ |
| 2022年11月1日 | Twinkle Star Magic☆ | CVRD-228 | [ 45 ] |

| #   | タイトル                                   | 作詞                    | 作曲・編曲                                          |
| --- | ------------------------------------------ | ----------------------- | --------------------------------------------------- |
| 1.  | 「流れ星☆キラキラ」                        | 藤村鼓乃美、北川勝利    | 北川勝利                                            |
| 2.  | 「キャラメル・デビル」                     | 岩見陸                  | ナナホシ管弦楽団                                    |
| 3.  | 「かぷっとNight☆Sky」                      | Junky                   | Junky                                               |
| 4.  | 「かぷかぷ♡フィーバーナイト」              | saji（Hifumi,inc.）     | 伊月衛（Hifumi,inc.）                               |
| 5.  | 「Show Stopper」                           | 環みちる（Hifumi,inc.） | 佐高陵平（Hifumi,inc.）                             |
| 6.  | 「L.T.M.」                                 | 八木雄一                | 八木雄一                                            |
| 7.  | 「赤くならないで」                         | 一二三                  | 一二三                                              |
| 8.  | 「夜空のとなりで」                         | 夏代孝明                | 夏代孝明                                            |
| 9.  | 「かぷうぃん中毒」                         | やしきん                | やしきん                                            |
| 10. | 「かぷっとNight☆Sky -Trick or Swing Mix-」 | Junky                   | 作曲：Junky 編曲：グシミヤギヒデユキ（Hifumi,inc.） || #  | タイトル                                | 作詞     | 作曲                    | 編曲                    |
| -- | --------------------------------------- | -------- | ----------------------- | ----------------------- |
| 1. | 「でいり〜だいあり〜！(5人のメルver.)」 | 松井洋平 | 本多友紀（Arte Refact） | 酒井拓也（Arte Refact） |

### hololive IDOL PROJECT
| 発売日         | タイトル                  | 品番     | 出典          |
| -------------- | ------------------------- | -------- | ------------- |
| 2019年9月16日  | Shiny Smily Story         | CVRD-001 | [ 46 ] [ 47 ] |
| 2020年2月17日  | 夢見る空へ                | CVRD-002 | [ 48 ] [ 49 ] |
| 2020年10月22日 | 今宵はHalloween Night!    | CVRD-011 | [ 50 ] [ 51 ] |
| 2021年1月14日  | Candy-Go-Round            | CVRD-021 | [ 52 ] [ 53 ] |
| 2021年2月19日  | あすいろClearSky          | CVRD-031 | [ 28 ] [ 54 ] |
| 2022年3月13日  | Prism Melody              | CVRD-138 | [ 46 ] [ 55 ] |
| 2022年8月19日  | 飛んでK！ホロライブサマー | CVRD-199 | [ 56 ] [ 57 ] |
| 2022年8月22日  | ホロメン音頭              | CVRD-200 | [ 58 ] [ 59 ] |

| 発売日        | タイトル | 品番     | 出典   |
| ------------- | -------- | -------- | ------ |
| 2021年4月21日 | Bouquet  | HOLO-001 | [ 60 ] |

### その他の参加作品
| 発売日         | タイトル           | アーティスト                                                       | 品番     | 出典          |
| -------------- | ------------------ | ------------------------------------------------------------------ | -------- | ------------- |
| 2021年5月15日  | Plasmagic Seasons! | 夜空メル、アキ・ローゼンタール、赤井はあと、白上フブキ、夏色まつり | CVRD-045 | [ 29 ] [ 61 ] |
| 2021年12月20日 | Choco♡Melty        | メルキス（夜空メル、癒月ちょこ）                                   | CVRD-100 | [ 62 ] [ 63 ] |